# Середньодніпровська ГЕС
Середньодніпровська ГЕС  (до 2016 року — Дніпродзержинська ГЕС) — є 4-м ступенем середньої частини каскаду гідроелектростанцій на Дніпрі.
На ділянці Кам'янського водосховища в Дніпро впадає вісім приток, п'ять із яких — малі річки. Найбільшими притоками є річки Псел та Ворскла.
Середньодніпровська ГЕС, зважаючи на своє місцезнаходження в каскаді, використовує водні ресурси, зрегульовані Кременчуцьким водосховищем.
Розрахована на середньорічне виробництво електроенергії — 1328 млн кВт·год., при напорі 10,5 м. Середньодніпровська ГЕС бере участь у покритті графіка навантаження енергосистеми України. Її спорудження забезпечило використання гідроресурсів на дільниці Дніпра між Кременчуцькою та Дніпровською ГЕС, створення глибоководного шляху для плавання великотоннажних суден.

## Історія

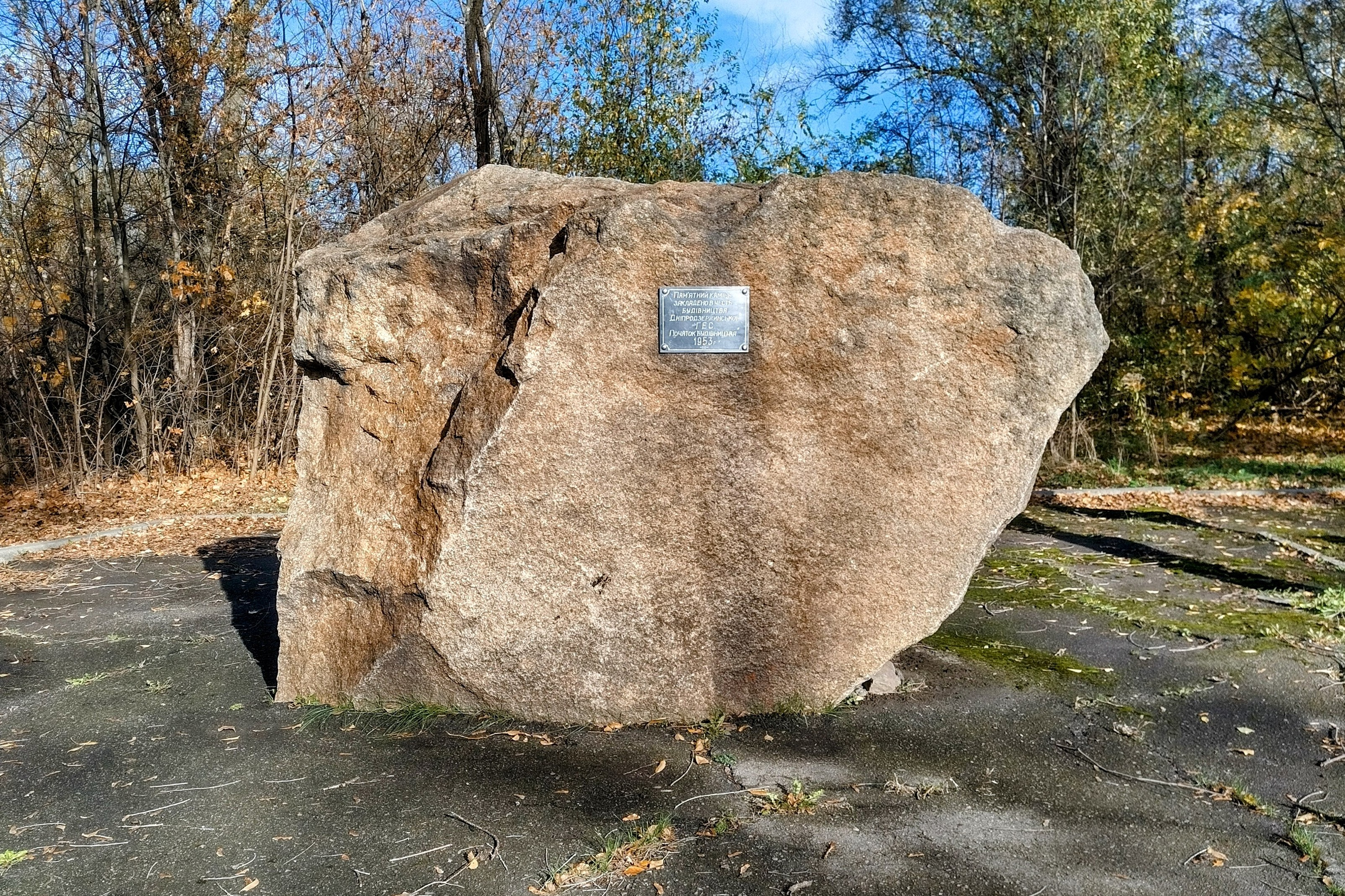
Пам'ятний знак на честь будівництва Дніпродзержинської ГЕС (1953)

У 1957 році розпочато будівництво гідроелектростанції.
15 грудня 1963 року введено в експлуатацію перший гідроагрегат ГЕС.
23 листопада 1964 року введено в експлуатацію останній, 8-й гідроагрегат ГЕС.
Через водозливну греблю, будівлю ГЕС та шлюз збудовано міст, через який прокладена залізниця та автошлях. По лівобережній земляній греблі прокладено автошлях, що дало змогу з'єднати лівий та правий береги Дніпра та розширило місто Кам'янське за рахунок будівництва лівобережного житлового комплексу на 100 тис. мешканців, а також дало змогу збудувати Аульську насосну станцію, яка забезпечує питною водою міста Кам'янське, Дніпро та інші населені пункти Дніпропетровської області.
19 травня 2016 року, під час декомунізації, Дніпродзержинська ГЕС перейменована в Середньодніпровську ГЕС.

## Склад гідровузла
До складу гідровузла входять:
- будівля ГЕС;
- бетонна водозливна гребля гравітаційного типу (на десять водозливів);
- судноплавний однокамерний шлюз;
- правобережна та лівобережна земляні греблі;
- відкритий розподільчий пристрій 154 кВ.

## Технічні характеристики
| Кількість гідротурбін, шт.                                    | 8      |
| Загальна довжина гідроспоруди напірного фронту гідровузла, км | 7,4    |
| Напір на спорудження максимальний, м                          | 12,6   |
| Витрати води через споруду, м³/сек                            | 22 200 |
| в тому числі:                                                 |        |
| через греблю                                                  | 17 800 |
| через гідроагрегати                                           | 4400   |
| Обсяг водосховища повний, км³                                 | 2,45   |
| Глибина спрацювання, м                                        | 1,0    |
| Площа дзеркала при НПР, км²                                   | 567    |

## Основні характеристики
Станом на 1 січня 2020 року на станції працює 278 працівників, встановлена потужність станції становить 388 МВт.
Середньорічне виробництво електроенергії — 1,2 млрд кВт·год.

## Реконструкція

### Перший етап
З 1997 року з метою відновлення працездатності застарілого та фізично зношеного обладнання була розпочата реконструкція технологічного обладнання станції.
Головною метою першого етапу реконструкції стала ліквідація найбільш «вузьких місць» в роботі обладнання ГЕС. Для чого й була розроблена програма першочергових задач з реконструкції ГЕС.
Насамперед проводилася заміна електротехнічного обладнання, що знаходилося в аварійному стані. Для запобігання можливого руйнування розпочалося виготовлення та заміна основних затворів водозливної греблі.
Була виконана реконструкція гідроагрегата із заміною робочого колеса на більш потужне та екологічно безпечне та модернізація гідрогенератора, монтаж нової системи управління, контролю і діагностики, пульта управління з установкою системи управління станційного рівня Centralog, реконструкція відкритого дренажу правобережної земляної греблі.

### Другий етап
У 2005 році розпочався другий етап реконструкції ГЕС. За цей час була виконана реконструкція на п'яти гідроагрегатах, завершені роботи по заміні силових трансформаторів на більш потужні, замінено обладнання КРУ 6,3/10,5 кВ, реконструйовано щит постійного струму з підзарядними пристроями, замінені аварійно-ремонтні та ремонтні затвори щитової стінки, ремонтні затвори відсмоктувальної труби, основні затвори водозливної греблі, виготовлений та змонтований спеціальний козловий кран водозливної греблі в/п 2×300/50+2×10т, завершено монтаж та налагодження нової системи управління гідроагрегатами «SCADA».
Вкладені витрати на реконструкцію обладнання, будівель і споруд підвищило надійність роботи станції в цілому, підвищило безпеку гідротехнічних споруд і, відповідно, екологічну безпеку.
Змонтована та введена в експлуатацію автоматизована система контролю за безпекою гідротехнічних споруд.
Розпочата реконструкція маслонасосних установок для надійного керування гідроагрегатами через систему автоматичного регулювання частоти та потужності (САРЧП).
Під час проведення реконструкції було реконструйовано 6 гідроагрегатів зі збільшенням потужності кожного з 44 до 50 МВт.

## Екскурсії
Відвідати Середньодніпровську ГЕС, або будь-яку іншу станцію у містах, де розташовані філії компанії «Укргідроенерго», можна попередньо домовившись із керівництвом про дату, час та програму відвідин. Усі екскурсії для організованих груп школярів та студентів безкоштовні.

## Адреса
- 51918,  Україна, Дніпропетровська область, м. Кам'янське.